# Вест Хамбург (Пенсилванија)
Вест Хамбург (енгл. West Hamburg) насељено је место без административног статуса у америчкој савезној држави Пенсилванија.

## Демографија
По попису из 2010. године број становника је 1.979.
| Група             | 2000.    | 2010.         |
| Белци             | 0 (0,0%) | 1.880 (95,0%) |
| Афроамериканци    | 0 (0,0%) | 21 (1,1%)     |
| Азијати           | 0 (0,0%) | 3 (0,2%)      |
| Хиспаноамериканци | 0 (0,0%) | 67 (3,4%)     |
| Укупно            | 0        | 1.979         |